# L'isola del jazz
L'isola del jazz (Music Land) è un film del 1935 diretto da Wilfred Jackson. È un cortometraggio d'animazione della serie Sinfonie allegre, distribuito negli Stati Uniti dalla United Artists il 5 ottobre 1935. Due anni dopo partecipò in concorso alla 5ª Mostra internazionale d'arte cinematografica di Venezia. Il film è ambientato in un mondo abitato solo da strumenti musicali antropomorfi, che comunicano tra di loro suonando. Dagli anni novanta viene distribuito col titolo Il paese della musica.

## Trama
Il Paese della Musica è composto dalla Terra della Sinfonia e dall'Isola del Jazz, separate dal Mare della Dissonanza. Nella terra della Sinfonia, piena di palazzi a forma di organo e governata da una regina violoncello, la principessa violino, stufa del loro stile di vita che si basa solo sul danzare al ritmo di musica classica, si allontana sulla terrazza per osservare l'Isola del Jazz, governata da un re sassofono e dove padroneggia solo il divertimento e il ritmo sfrenato. Anche lì però qualcuno evade: si tratta del principino che, vista al balcone l'amata principessa violino, parte per la Terra della Sinfonia per incontrarsi con lei. Mentre i due giocano, il sassofono perde di vista la principessa e finisce per scontrarsi con la regina, nel frattempo scesa a cercare sua figlia, che lo rinchiude in una prigione a forma di metronomo.
In cella lo strumento manda un messaggio a suo padre che, infuriato, ordina un attacco a base di tromboni e clarinetti contro la terra nemica che risponde con il suono degli organi e dei flauti. La principessa si reca quindi sul mare con una bandiera bianca per far cessare le ostilità, ma la sua barchetta viene affondata. Il principe si libera grazie a un fortuito colpo di cannone che fa saltare in aria la prigione, e corre a salvare l'amata sulla sua zattera. Anch'essa però viene abbattuta e i due eredi rischiano di annegare, così i loro genitori bloccano il combattimento per andare a salvarli e fanno la pace. Poco tempo dopo, sul nuovo Ponte dell'Armonia che collega le isole, si celebrano contemporaneamente il matrimonio tra i due eredi al trono e quello tra i loro genitori.

## Produzione
La sinopsi del film iniziò a circolare nello studio attorno al 19 dicembre 1934. Della squadra di sceneggiatori facevano parte Pinto Colvig, Ted Sears ed Earl Hurd; Sears suggerì il modo in cui il principe dell'Isola del Jazz fugge dalla sua prigione in terra nemica, dopo che diverse idee erano state scartate.
Dick Lundy, in una prefigurazione del suo successivo lavoro per Walter Lantz, animò il flirt tra il principe e la principessa con l'accompagnamento musicale della gavotta di François-Joseph Gossec. Frenchy de Tremaudan gestì le sequenze successive in cui la regina interferisce e il principe viene imprigionato in un grande metronomo. Dick Huemer animò le scene tra i due innamorati durante la guerra e il successivo rappacificamento. Grazie ai fogli macchina si può dedurre che Les Clark abbia animato la scena del principe in prigione che scrive una lettera (in realtà lo spartito di "The Prisoner's Song") al re suo padre, caricatura di Paul Whiteman detto appunto "Re del Jazz"; Clark realizzò anche la scena del doppio matrimonio. Clyde Geronimi gestì principalmente scene con un personaggio, animando molte scene del re nel suo palazzo. Altri ebbero difficoltà con il materiale; Grim Natwick, che animò gli strumenti a corda che danzano sul minuetto in sol di Ludwig van Beethoven, pensava che gli strumenti musicali non fossero abbastanza flessibili per l'animazione.
L'isola del jazz utilizza una grande abbondanza di effetti speciali. Cy Young e Ugo D'Orsi, due dei principali animatori degli effetti nello studio, sono accreditati per il loro lavoro nel progetto. Tuttavia, altri documenti rivelano che vi furono altri animatori degli effetti, tra cui George Rowley, Dan MacManus, Ed Aardal, George Drake e Jim Tyer, che lasciò la Van Beuren Studios per migliorare la sua animazione alla Disney. Frank Thomas, che durante la produzione del film era relativamente un novello, ricordò di aver animato le note musicali che cadono come coriandoli durante le nozze.

## Colonna sonora
Leigh Harline compose la colonna sonora a stretto contatto con il regista Wilfred Jackson, che trovava la sua musica più "sinfonica" di quella fornita da Frank Churchill e adeguata al contesto della storia del film. Durante la guerra tra le due isole, la corazzata del re attacca con un brano originale di Harline, mentre la regina risponde bombardandolo con la Cavalcata delle Valchirie "sparata" da un organo. Mentre la principessa cerca di fermare il conflitto, la partitura unisce le due composizioni insieme, accompagnate in una minacciosa ostilità. Alla fine del film la colonna sonora mostra una trasformazione della comunità, fondendo insieme sinfonia e jazz.

## Distribuzione

### Edizioni home video

#### VHS
America del Nord
- The Disney Dream Factory: 1933-1938 (1985)
- Peter and the Wolf (4 giugno 1991)

Italia
- La fabbrica dei sogni (gennaio 1987)[4]
- Pierino e il lupo (marzo 1992)[5]

#### DVD
Il cortometraggio fu incluso come extra nell'edizione DVD-Video nordamericana di Musica maestro uscita il 6 giugno 2000, ed è presente anche in quella italiana uscita il 3 novembre 2016. Fu poi inserito nel secondo disco della raccolta Silly Symphonies, facente parte della collana Walt Disney Treasures e uscita in America del Nord il 4 dicembre 2001 e in Italia il 22 aprile 2004. È presente inoltre nel DVD Extreme Music Fun, sia nell'edizione nordamericana (uscita il 31 maggio 2005 come sesto volume della collana Classic Cartoon Favorites) sia in quella italiana (uscita il 17 novembre).

#### Blu-ray Disc
L'isola del jazz è visibile integralmente nel secondo disco della prima edizione Blu-ray Disc di Biancaneve e i sette nani (uscita in America del Nord il 6 ottobre 2009 e in Italia il 3 dicembre), in particolare nel dietro le quinte Gli Hyperion Studios. È inoltre visibile, a discrezione dell'utente, all'interno del documentario interattivo Dietro la bella: Storie inedite dietro la creazione de La bella e la bestia, nel secondo disco dell'edizione a due BD de La bella e la bestia (uscita in America del Nord il 5 ottobre 2010 e in Italia il 2 dicembre).